# Ordre de bataille confédéré de Chickasaw Bayou
Les unités et les commandants de l'armée confédérée, ont combattu lors de la bataille de Chickasaw Bayou de la guerre de Sécession. L'ordre de bataille unioniste est indiqué séparément.

## Abréviations utilisées

### Grade militaire
- MG = Major général
- BG = Brigadier général
- Col = Colonel
- Ltc = Lieutenant-colonel
- Maj = Commandant
- Cpt = Capitaine
- Lt = Lieutenant

### Autre
- (b) = blessé
- mb = mortellement blessé
- † = tué
- (PDG) = capturé

## Département du Mississippi et de l'Est de la Louisiane
LTG John C. Pemberton
| Division                                                        | Brigade                                                                       | Régiments et autres |
| --------------------------------------------------------------- | ----------------------------------------------------------------------------- | --- |
| Deuxième district militaire MG Martin Luther Smith              | Brigade de Barton BG Seth Barton                                              | - 40th Georgia : Col Abda Johnson (b) - 42nd Georgia : Col Robert J. Henderson - 43rd Georgia : Ltc Hiram P. Bell (b) - 52nd Georgia : Col Charles D. Phillips |
| Deuxième district militaire MG Martin Luther Smith              | Brigade de Vaughn BG John C. Vaughn                                           | - 79th Tennessee : Col John H. Crawford - 80th Tennessee : Col John A. Rowan - 81st Tennessee : |
| Deuxième district militaire MG Martin Luther Smith              | Brigade de Gregg BG John Gregg                                                | - 1st Tennessee : - 3rd Tennessee : Col Calvin J. Clack - 10th Tennessee : - 30th Tennessee : Col James J. Turner - 41st Tennessee : - 50th Tennessee : - 51st Tennessee : |
| Division provisoire BG Stephen Dill Lee MG Dabney Herndon Maury | Brigade provisoire Col William T. Withers                                     | - 17th Louisiana : Col Robert Richardson - 26th Louisiana : Col Winchester Hall - 30th Mississippi : - 46th Mississippi (détachement) : - 1st Mississippi Light Artillery : Maj Matthew S. Ward |
| Division provisoire BG Stephen Dill Lee MG Dabney Herndon Maury | Brigade provisoire Col Allen Thomas                                           | - 28th Louisiana : Ltc J. Octave Landry - 46th Mississippi : Ltc William K. Easterling |
| Division provisoire BG Stephen Dill Lee MG Dabney Herndon Maury | Brigade provisoire Col Edward Higgins                                         | - 22nd Louisiana : Col Edward Higgins |
| Division provisoire BG Stephen Dill Lee MG Dabney Herndon Maury | Note: l'organisation de l'unité en trois brigades provisoires est incertaine. | - 37th Alabama : - 40th Alabama : Col Augustus A. Coleman - 1st Louisiana : Col Samuel R. Harrison - 31st Louisiana : Col Charles H. Morrison - 3rd Battalion Mississippi State Troops : - 3rd Mississippi : - 4th Mississippi : Col Pierre S. Layton - 35th Mississippi : - Mississippi Battery : Cpt Robert Bowman - Mississippi Battery (section) : Lt Frank Johnston - Mississippi Battery : Cpt Newit J. Drew, Lt W. J. Duncan - 2nd Texas Cavalry : Ltc William C. Timmins (b) - Johnson's (Mississippi) Company Cavalry : - Hill's (Mississippi) Company Cavalry : |